# 室内设计

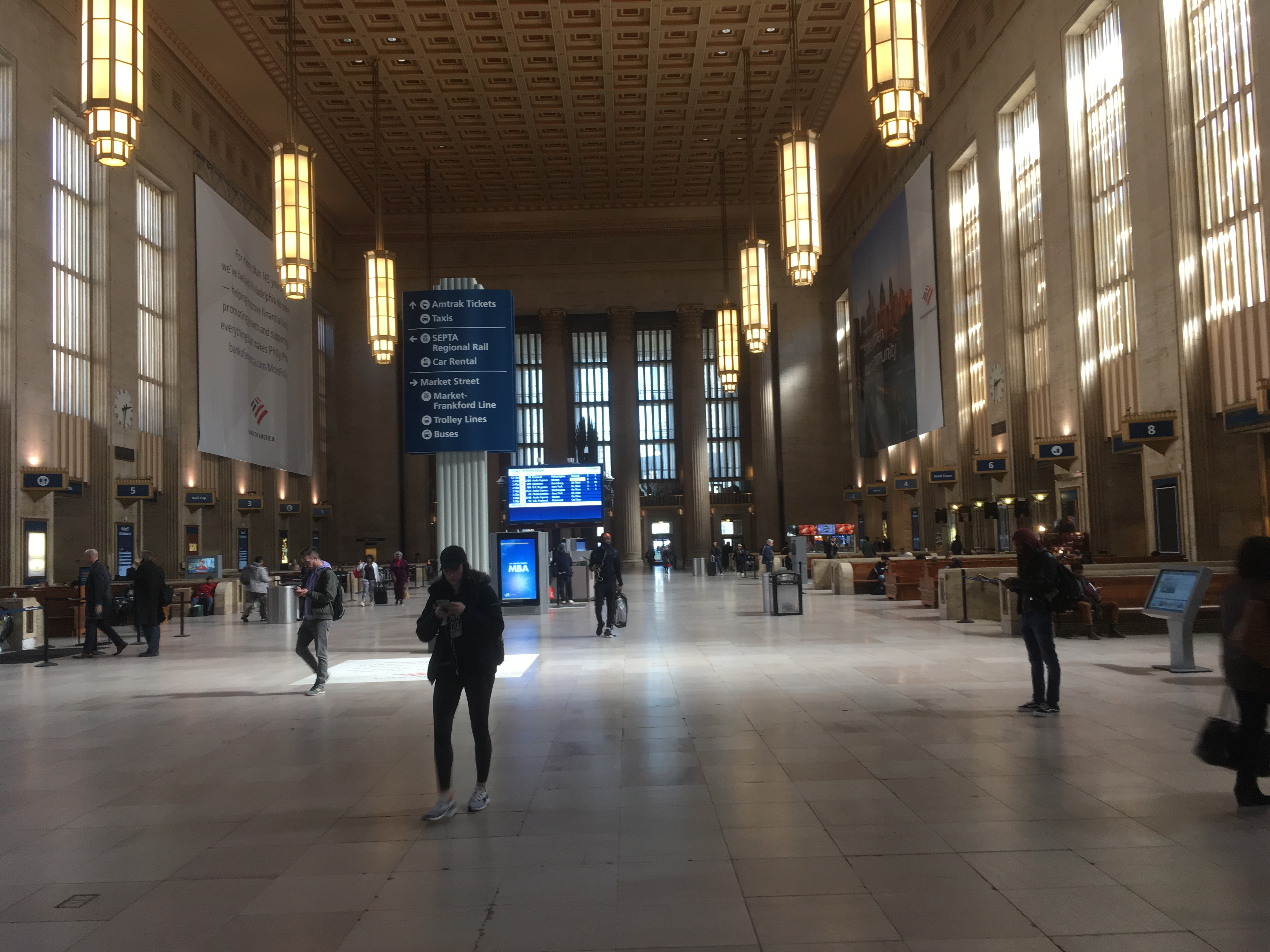
美國費城的第30街車站大，以及其內部的裝飾藝術

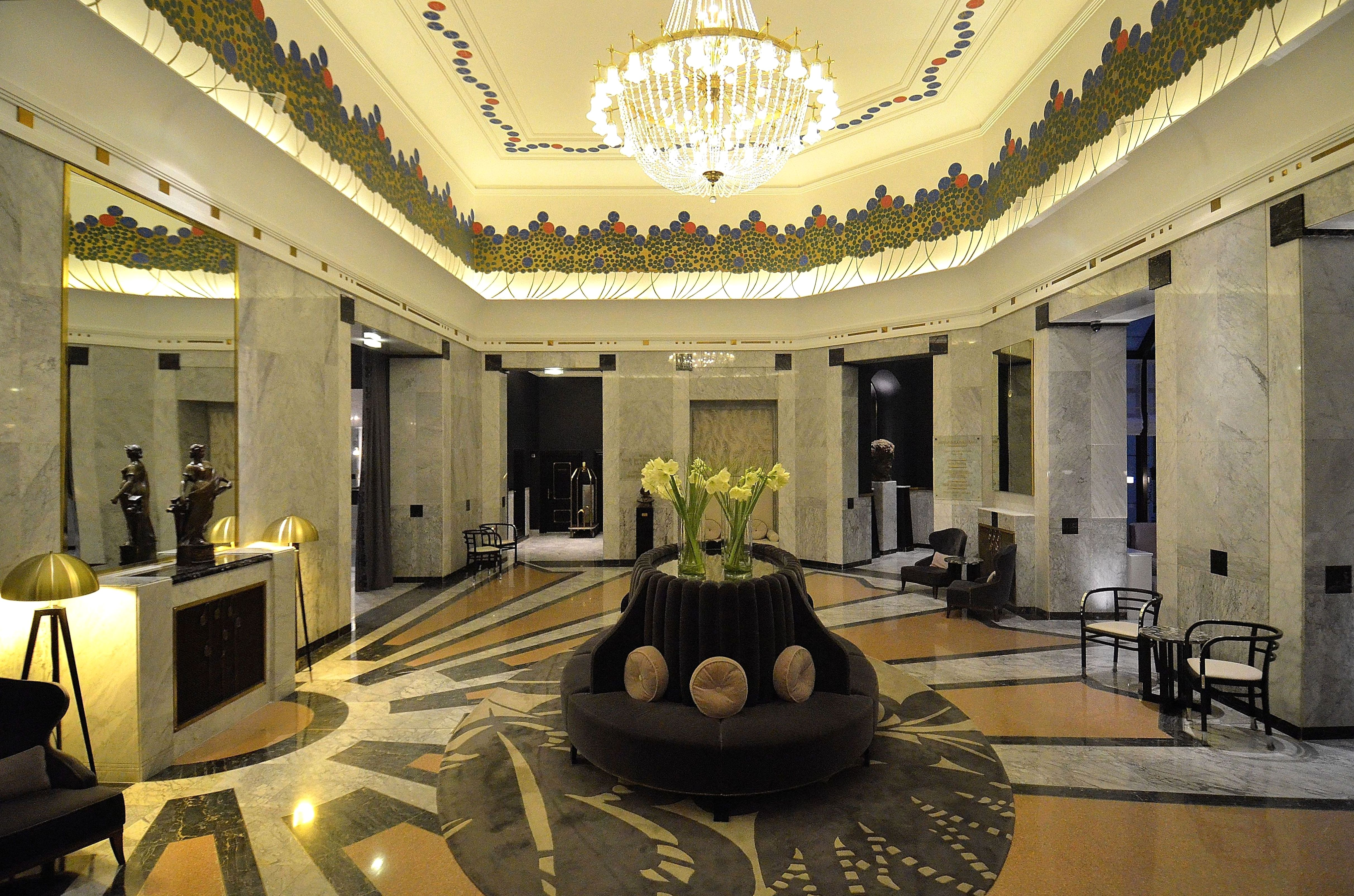
位於波蘭華沙的布里斯托爾酒店大堂

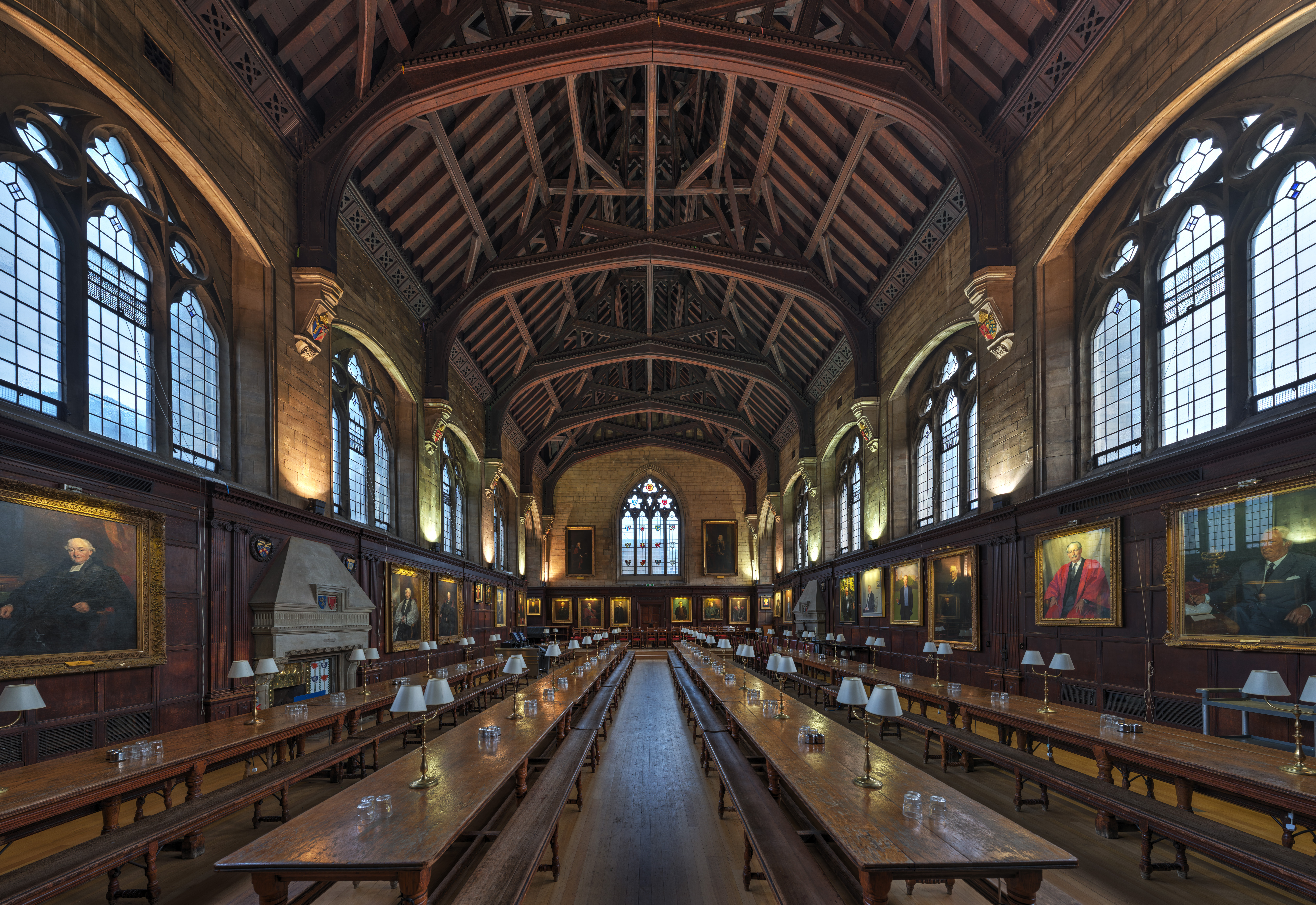
一個歷史上的室內設計例子：牛津大學內的巴利奧爾學院食堂

室內設計又稱裝潢，指的是一种改善建築物內部的藝術及科學，旨在為使用該空間的人們營造更健康、更美觀的環境。室內設計師是計劃、研究、協調和管理此類增強項目的人。室內設計是一個多方面的職業，包括概念開發、空間規劃、現場檢查、規劃、研究、與項目利益相關者的溝通、施工管理和設計的執行。
作为一种以居住者为主的設計类型，室内设计需要工程技術上的知識，也需要艺术上的理论和技能，泛指對室內建立的任何相關物件，包括：牆、窗戶、窗簾、門、表面處理、材質、燈光、空調、水電、木地板、環境控制系統、視聽設備、家具與裝飾品的規畫。

## 名稱及詞源

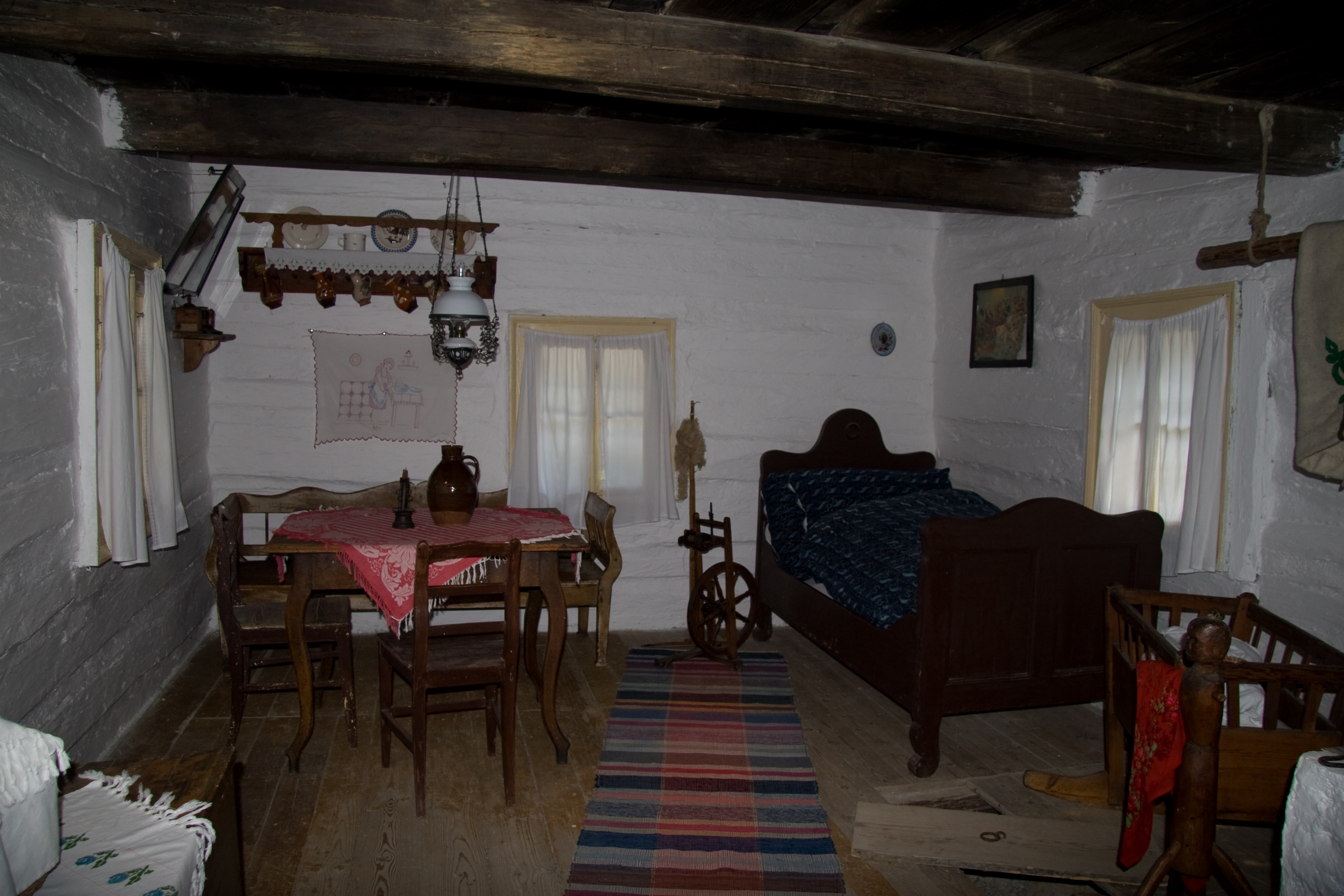
帶有斯洛伐克民族特色的建築，其中呈現典型的斯洛伐克風格的裝潢

過去，室內設計是和建築工程結合在一起的，作為造建築的過程中必須要用到的一部份。
不過，現代社會在工業化的加持下蓬勃發展，發展出了越來越複雜的建築形式，因此“室內設計”作為一個獨立的領域和建築工程漸漸分離。
追求有效利用空間、用戶福祉和功能設計促進了當代室內設計專業的發展。室內設計時與美國常用的“室內裝飾師”是不同的；這個詞在英語中並不太常見，室內設計行業仍然不受監管，因此，嚴格來說，還不是正式的職業。

## 歷史

### 遠古時代

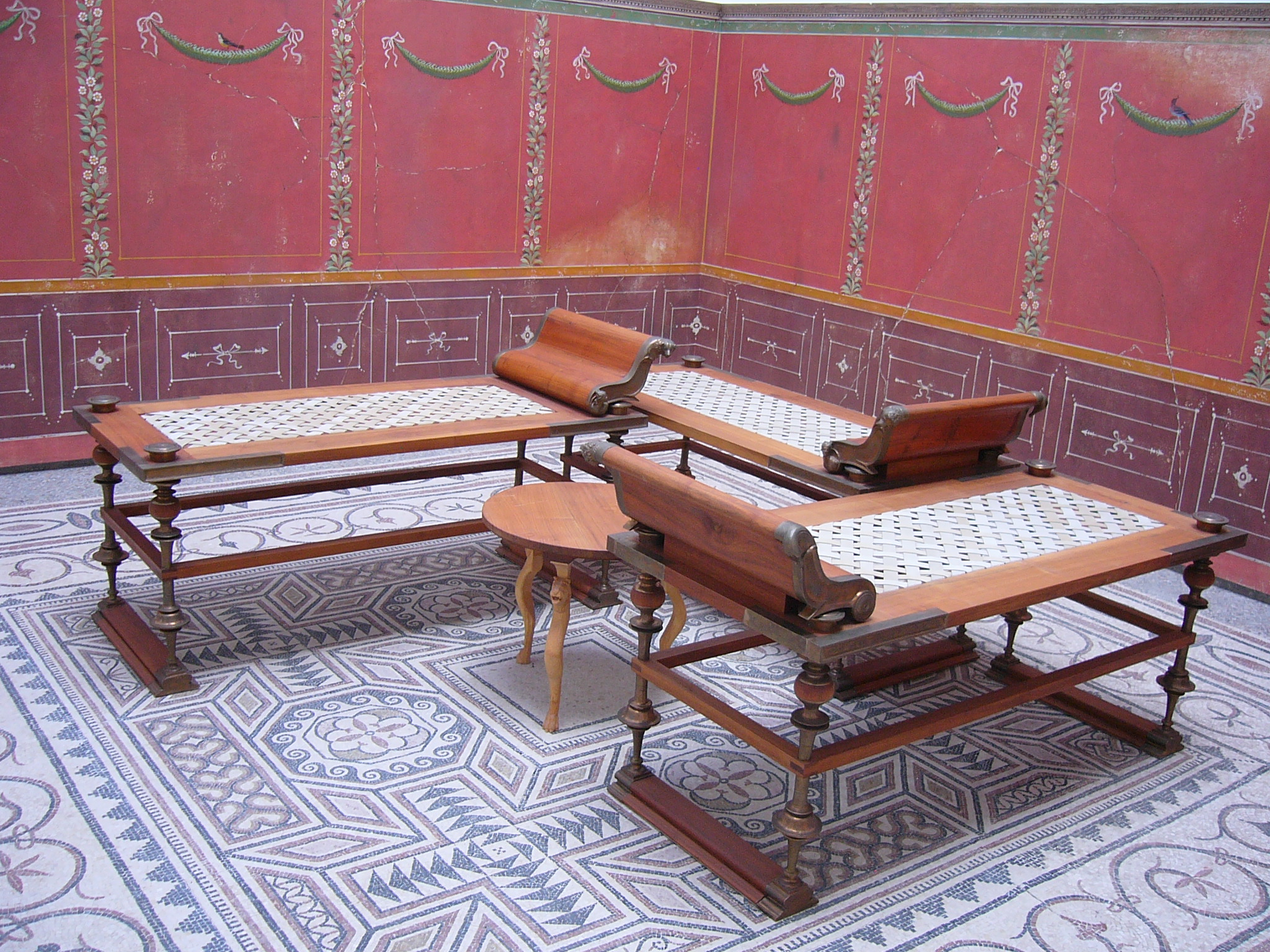
復原的羅馬帝國餐廳模型，其中帶三個床和沙發

在古印度時代，建築師也兼任室內設計師。這可以從建築師工巧天（Vishwakarma, 印度神話中的眾神之一）的參考資料中看出。在這些建築師設計的17世紀印度住宅中，描繪古代文字和事件的雕塑在宮殿內可見，而在中世紀時期，壁畫是印度宮殿式豪宅的共同特徵，通常被稱為haveli。雖然大多數傳統住宅已被拆除，為現代建築讓路，但在拉賈斯坦邦的沙卡瓦蒂地區仍有大約2000座 haveli展示牆壁藝術畫。
在古埃及，“靈魂屋”（或房屋模型）被放置在墳墓中作為食物的容器。從中，可以辨別出埃及不同朝代不同住宅的室內設計細節，例如通風、門廊、柱子、涼廊、窗戶和門的變化。
粉刷內牆的技術在地球上已經存在了至少5000年，在北至Ness of Brodgar都可以找到這樣的例子，在相關的Skara Brae定居點可以看到模板化的內飾。希臘人和後來的羅馬人在公元前一千年添加了協調的、裝飾性的馬賽克地板，和模板化的浴室、商店、民政辦公室、Castra（堡壘）和寺廟、室內裝飾。在按照羅馬建築師（如維特魯威）定義的形式建造的建築中，擁有專門生產室內裝飾和公式化家具的專業行會：De architectura, libri decem（關於建築的十本書）。
在整個17世紀和18世紀以及進入19世紀初期，室內裝飾是家庭主婦或受僱的室內裝潢師或工匠的關注點，他們會就室內空間的藝術風格提供建議。建築師還會僱用工匠或工匠來完成建築物的室內設計。

### 商業及管理型的室內設計

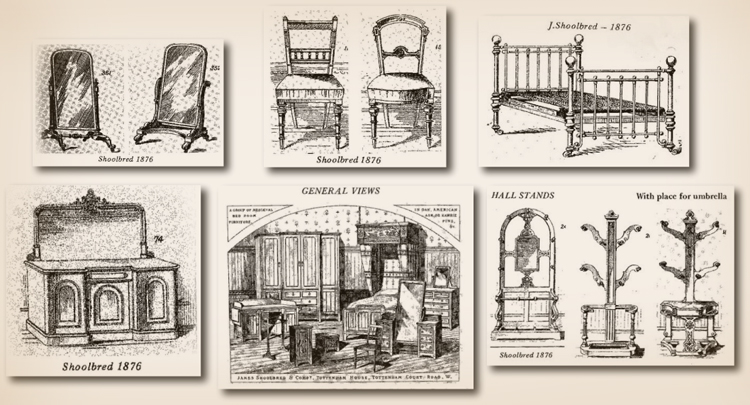
1876年，一家叫“James Shoolbred”的公司所出版的裝潢圖示，描繪了當時的室內設計風格。

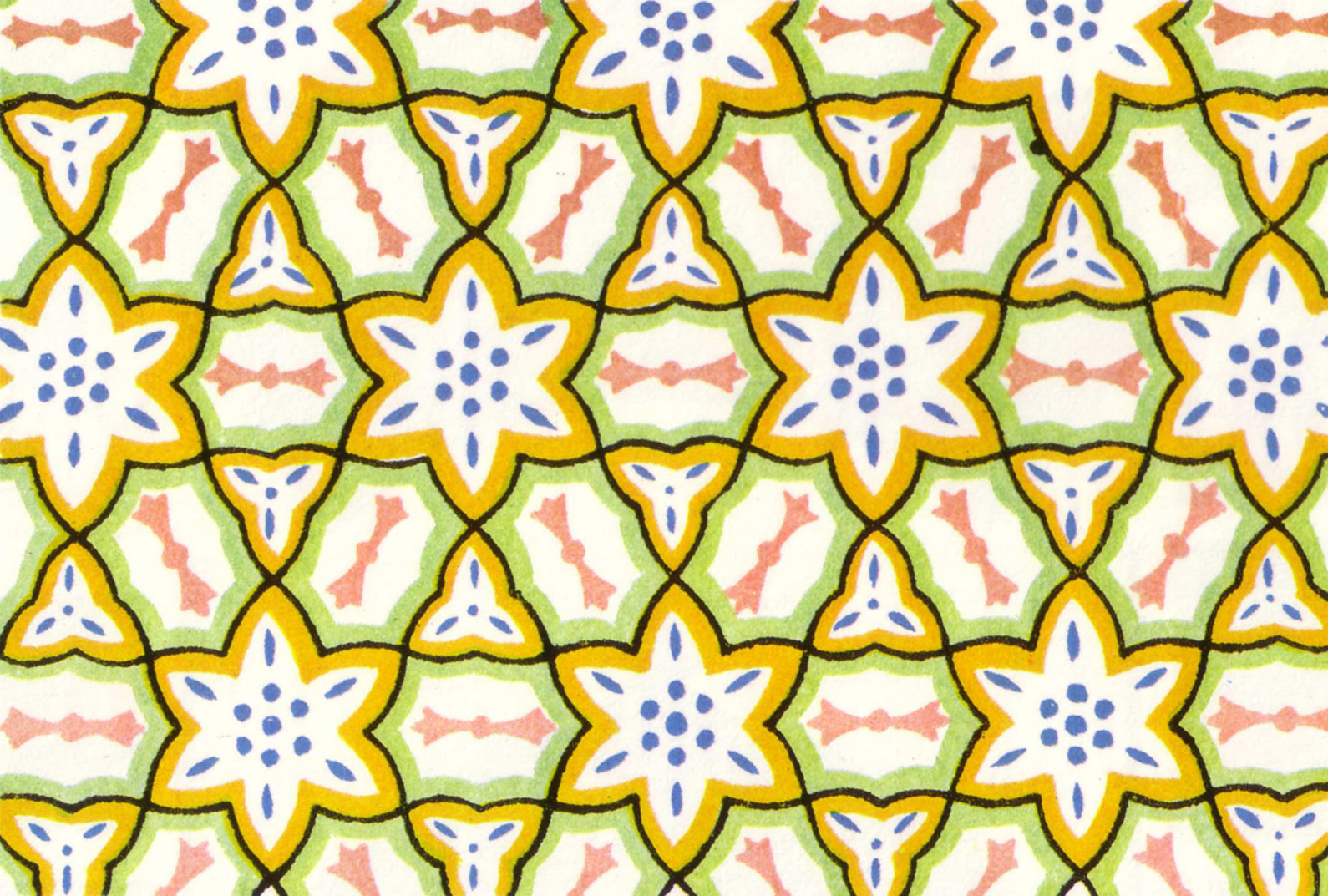
室內設計師歐文·瓊斯 (Owen Jones) 在他所著的《裝飾語法》(The Grammar of Ornament，1856年)中使用的插圖。

在19世紀中後期，隨著工業化和中產階級的繁榮崛起，一批人開始渴望用財富象徵他們的巨大地位，這促使了室內設計成為一個面向高端客戶的單獨領域。大型家具公司開始為了私人的室內設計而提供各種風格的家具，以滿足中產的需要，這種商業模式從1880年代中葉一直持續到1914年。在當時，室內設計師越來越多的被要求擁有“美感”，而不是建築學的知識，業餘的但擁有巨大美學天賦的藝術家們開始擠進室內設計師的市場，這為20世紀的專業室內設計的鋪平了道路。
在20世紀50～60年代，裝潢商開始擴大他們的業務範圍。他們自己也學習了藝術的基本常識，以求讓他們的業務不被藝術家搶走，裝潢上開始向公眾宣傳他們的家具有多美。為了滿足辦公室、酒店和公共建築等項目對室內工程不斷提高的要求，這些原本做建築的企業變得越來越大、也越來越複雜，它6們僱用了多個建築商、細木工、泥水匠、紡織品設計師、藝術家、家具設計師、工程師以及技術人員來協同完成這項工作。其它非建築的公司也開始根據自己的專業，出版一些傳授美學技巧、如何讓家裡更加整潔美觀、和如何分辨不同的風格的書，並把某些書印上奢華的標籤，以吸引中產階級的注意力。
隨著百貨公司數量的增加，位於商店內的零售空間會自動來吸引客戶，這些顧客在看過了這些比較美的室內設計後，自然而然的把這些設計帶入到自己家。一個特別有效的廣告工具是在展廳，各種大大小小的國際展場中有非常多的“樣板房間”可以讓公司設計，更可以給公眾參觀。在這方面的先驅是一些美國的公司，例如“Waring & Gillow、James Shoolbred、Mintons和 Holland & Sons”。同時，另一派傳統的、貴族的高檔家具公司也開始扮演重要的“顧問角色”，為不確定品味、風格、並且向避免庸俗的中產階級客戶提供鑒定服務。在高檔領域，英國的室內設計公司佔據了世界的主流。
最終，又擁有樣板房，又能提供高檔服務的在越南戰爭後出現在美國。第一家這種類型的公司是“Herter Brothers”，由兩位德國移民兄弟創立，最初只是一家在幫別人的倉庫改裝小裝飾的公司，後來因為它們獨特的品位而發跡。Herter Brothers擁有自己的設計辦公室、櫥櫃製作和室內裝潢車間，隨時準備完成室內裝飾的各個方面，包括裝飾鑲板和壁爐架、牆壁和天花板裝飾、帶圖案的地板以及地毯和窗簾。
向中產階級普及室內設計理論的關鍵人物是建築師歐文瓊斯，他是19世紀最有影響力的設計理論家之一。瓊斯的第一個項目是他最重要的項目，在1851年，他不僅負責裝飾了約瑟夫·帕克斯頓 (Joseph Paxton ) 的巨大水晶宮以舉辦萬國博覽會，還負責佈置其中的展品。他為內部鐵製品選擇了有爭議的紅色、黃色和藍色調色板，儘管最初在報紙上有負面宣傳，但最終由維多利亞女王揭幕並獲得了廣泛好評。他最重要的出版物是The Grammar of Ornament (1856)，瓊斯在其中製定了室內設計和裝飾的“37條關鍵原則”。
瓊斯受僱於當時一些領先的室內設計公司；在1860年代，他與倫敦公司“Jackson & Graham”合作，為藝術收藏家阿爾弗雷德莫里森和埃及的伊斯梅爾帕夏等知名客戶生產家具配件。
1882年，倫敦郵局名錄列出了80名室內裝飾師。這一時期一些最傑出的公司是Crace、Waring & Gillowm 和 Holland & Sons；這些公司僱用的著名裝飾師包括Thomas Edward Collcutt、Edward William Godwin、Charles Barry、Gottfried Semper和George Edmund Street。

### 過渡到獨立的室內設計

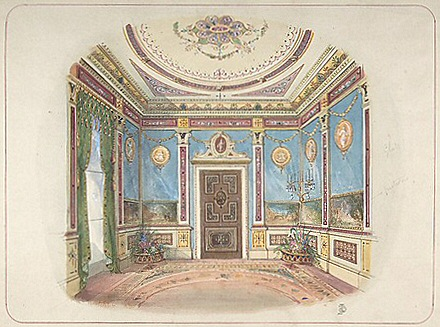
由一名叫“John Dibblee Crace”的室內設計師所設計的房間，她是1899年成立的英國裝飾師協會的主席。

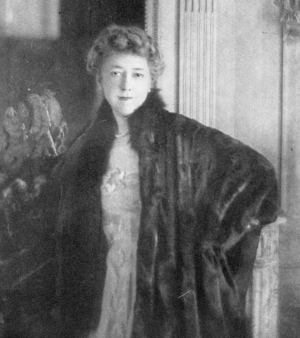
Elsie de Wolfe的肖像畫，1913年。

到20世紀之交，業餘顧問和出版物越來越多地挑戰大型零售公司在室內設計方面的壟斷地位。英國女性主義作家瑪麗·霍維斯 (Mary Haweis)在1880年代證實了，女性本來被認為不俱有工作的能力，但室內設計對美感的需要以及對學歷的低要求，反而成為了女性自我謀生的一種渠道。瑪麗·霍維斯寫了一系列廣為流傳的文章，其中她嘲笑俱有男權思想的中產階級一方面在其他領域排斥女性來工作，一方面又不得不急切的用女設計師的模版來佈置房子。她在這裡還看到了另一個機會，就是女設計師只為女客戶服務，並根據女客戶的需求量身定制出她最喜愛的設計：
“我最堅定的信念之一，也是我最早的品味準則之一，就是我們的房子，就像母魚和雌鳥的巢穴一樣，應該由我們自己決定房子的風格。
1899年，英國裝飾師協會成立，它們把“室內設計師”定義為一個獨立的藝術類職業，與製造商和零售商無關。它以John Dibblee Crace為總裁，代表了全英國近200名裝飾師。到1915年，倫敦名錄列出了127名室內設計師，其中有10名是女性，雖然這個比例不到十分之一，但在當時已經是難能可貴的了。1874年，Rhoda和Agnes Garrett成為第一批接受職業家庭裝飾培訓的女性，並在學成後以此謀生。當時，她們在設計方面的工作的重要性被認為可與William Morris相提並論。1876年，女性在室內設計師的比例已經非常高了，她們甚至可以把自己的某樣作品——繪畫、彫刻、木製品和家具直接拿來裝飾，並且將這些知識免費傳播給廣大的中產階級的妻子。之後，室內設計的大佬幾乎都以女性為主。
到1900年， The Illustrated Carpenter and Builder描述了這種情況：
“直到之前，當一個人想要佈置家具時，他還會先拜訪所有的經銷商後在挑選家具......但今天，他只需要派人去尋找藝術品裝飾在哪裡可以買到，並把他的房子空出來，然後從藝術學院找一位女學生代替他佈置即可。”
在美國，坎迪斯·惠勒 (Candace Wheeler)是最早的職業室內設計師，但她並沒有接觸過女性主義，她更喜歡研究創造出一種只屬於美國的新式設計風格。她在美國許多主要城市中剛開班了專門的室內設計學校，到了21世紀，其中的有些學校升格為美國家居設計的權威。對新職業產生重要影響的是房屋裝飾，這是一本室內設計手冊，由伊迪絲·沃頓 (Edith Wharton)與建築師奧格登·科德曼 (Ogden Codman)於1897年在美國合著。在書中，作者痛斥維多利亞風格的室內裝飾和室內設計，尤其是那些掛著厚重窗簾、維多利亞式小擺設的房間。和軟墊家具。他們認為，這樣的房間以犧牲適當的空間規劃和建築設計為代價來強調室內裝潢，因此不舒服且很少使用。這本書被認為是一部開創性的著作，它的成功導致了提倡簡約風格的裝飾師出現，這些裝飾師按照其作者所提倡的方式工作，最著名的是埃爾西·德沃爾夫 (Elsie de Wolfe)。
德沃爾夫（Elsie De Wolfe）也是美國最早的室內設計師之一，她原本只是一個富商的妻子，但是在離婚後在室內設計中找到了自己的天賦。德沃爾夫討厭她從小到大就一直接觸的維多利亞風格，而喜歡簡約風格。她是選擇了一個更有活力的方案，以及家裡更舒適的家具。她的設計輕盈，色彩清新，配有精緻的中國風家具，這與維多利亞時代偏愛厚重的紅色窗簾和室內裝潢、深色木材和圖案強烈的壁紙形成鮮明對比。德沃爾夫刪除了一切不實用的家具，讓維多利亞時代的室內雜亂得到了緩解，使美國人可以招待更多的客人在家裡開party。1905年，德沃爾夫受委託為麥迪遜大街的殖民地俱樂部進行室內設計；它的內飾幾乎在一夜之間就贏得了她的認可。德沃爾夫在自己事業達到頂峰的時候，即1913年寫出了在美國廣為人知的著作《品味高雅的房子》( The House in Good Taste)，隨後英年早逝。
在英國，室內設計的頂尖是一名叫西里·毛姆 (Syrie Maugham)的修女，她因為設計了第一間全白色裝飾房間而備受讚譽。1910年代初開始她的職業生涯，西里·毛姆的國際聲譽很快得到提升；她後來將業務擴展到紐約市和芝加哥。出生於維多利亞時代, 一個以深色和狹小空間為特徵的時代，她改為設計充滿光線的房間，並以多種色調的白色和鏡面屏幕佈置。除了鏡面屏風外，她的標誌性作品還包括：白羊皮紙覆蓋的書籍、白瓷手柄的餐具、石膏棕櫚葉、貝殼或海豚底座的控制台桌、帶軟墊和流甦的雪橇床、毛皮地毯、餐椅白色皮革、帶刻度的玻璃球燈和花環。

## 概念
室內設計是根據建築物的使用性質、所處環境和相應標準，運用物質技術手段和建築美學原理，創造功能合理、舒適優美、滿足人們物質和精神生活需要的室內環境。這一空間環境既具有使用價值，滿足相應的功能要求，同時也反映了歷史文脈、建築風格、環境氣氛等精神因素。室內設計是自建筑设计中的「装饰」部分演变而来。他是对建筑物内部环境的再创造。室內設計可以分为公共空間、商業空間和居家三大类别。當我們提到室內設計時，會提到的還有動線、空间、色彩、照明、功能等等相關的重要術語。
現代室內設計既有很高的藝術性的要求，其涉及的設計內容又有很高的技術含量，並且與一些新興學科，如：人體工程學、環境心理學、環境物理學等關係極為密切。現代室內設計已經在環境設計中發展成為獨立的新興學科。
追求有效利用空間、用戶福祉和功能設計促進了當代室內設計行業的發展；而事實上室內設計師與軟裝師則是不同的概念，直至如今還是有許多人會因此而搞混。住宅設計是私人住宅的室內設計，依照個人的需求和愛好進行室內設計的客製化。室內設計師可以從最初的規劃階段開始，也可以從事現有的房屋格局架構進行改造裝修。

## 分类
按设计深度分：有室内方案设计、室内初步设计、室内施工图设计。
按设计内容分：有室内结构设计、室内物理设计（声学设计、光学设计、热学设计、色彩设计、能源设计）、室内设备设计（室内给排水设计、 室内供暖、通风、空调设计、电气、通訊设计）等。
室內設計也分很多種風格，目前最多人使用的室內設計風格就是現代風，但其餘還有像是日式風、北歐風、中式風、工業風等，因顧客的需求也常會有混搭出現，如現代北歐風。

## 规则
室內設計師會根據許多的法則規畫他們的作品，這些法則包括：環境物理學（如利用日照與空氣等條件）、建築學、美學、人因工程学與人類的慣性及習俗等。

## 腳註
1. ↑  Pile, J., 2003, Interior Design, 3rd edn, Pearson, New Jersey, USA
2. ↑  Dugar, Divya. . CNN Travel. CNN. 2015-12-22  [2019-02-08]. （原始内容存档于2019-02-01） （英语）.
3. ↑  Dugar, Divya. . CNN Travel. CNN. Retrieved.   [2019-02-08]. （原始内容存档于2022-12-15）.
4. ↑  Blakemore, R.G. History of Interior Design Furniture: From Ancient Egypt to Nineteenth-Century Europe. J. Wiley, 2006, p. 4.
5. ↑  . The Ness of Brodgar Excavation. 2011-08-05  [2021-03-10]. （原始内容存档于2021-03-02） （英国英语）.
6. ↑  . www.orkneyjar.com.   [2021-03-10]. （原始内容存档于2023-03-05）.
7. ↑  . bamm.org.uk.   [2021-03-10]. （原始内容存档于2023-03-13）.
8. ↑  . Khan Academy.   [2021-03-10]. （原始内容存档于2023-03-13） （英语）.
9. ↑   (PDF). Canvas.Brown.Edu. 1991  [10 March 2021]. []
10. 1 2  Edwards, Clive. . Journal of Interior Design. 4 February 2013, 38: 1–17. doi:10.1111/joid.12000.
11. ↑  .   [2012-12-17]. （原始内容存档于2012-08-29）.
12. ↑  Howe, Katherine S. Herter Brothers: Furniture and Interiors for a Gilded Age. Harry N. Abrams: Metropolitan Museum of Art in association with the Museum of Fine Arts, Houston, 1994. ISBN 0-8109-3426-4.1994
13. ↑  Clouse, Doug. "The Handy Book of Artistic Printing: Collection of Letterpress Examples with Specimens of Type, Ornament, Corner Fills, Borders, Twisters, Wrinklers, and other Freaks of Fancy". Princeton Architectural Press, 2009. p. 179.
14. ↑  Clouse, Doug. "The Handy Book of Artistic Printing: Collection of Letterpress Examples with Specimens of Type, Ornament, Corner Fills, Borders, Twisters, Wrinklers, and other Freaks of Fancy". Princeton Architectural Press, 2009. p. 66
15. ↑  Clive Edwards. . Ashgate Publishing, Ltd. 2005  [2013-02-07]. ISBN 9780754609063.
16. ↑  Gillian Perry. . Yale University Press. 1999  [2013-02-07]. ISBN 978-0300077605.
17. ↑  .   [2012-12-17]. （原始内容存档于2013-09-08）.
18. ↑  . DNB.
19. ↑  The Illustrated Carpenter and Builder, December 7 (1900): Suppl. 2
20. ↑  "Edith Wharton's World" 的存檔，存档日期2012-04-15. National Portrait Gallery
21. ↑  Flanner, J. . The New Yorker. 2009  [August 10, 2011]. （原始内容存档于2014-07-02）.
22. ↑  Munhall, Edward. . Architectural Digest. January 2000  [27 October 2011]. （原始内容存档于2015-09-15）.
23. ↑  Gray, Christopher (2003), "Streetscapes/Former Colony Club at 120 Madison Avenue; Stanford White Design, Elsie de Wolfe Interior," The New York Times, 28 September 2003  的存檔，存档日期2022-12-30.
24. ↑  Lees-Maffei, G, 2008, Introduction: Professionalization as a focus in Interior Design History, Journal of Design History, Vol. 21, No. 1, Spring.
25. ↑  Plunket, Robert. "Syrie's Turn: Once, everyone read W. Somerset Maugham. But now his late ex-wife is the one selling books", Sarasota Magazine, 2006, v. 10.
26. ↑  Pauline C. Metcalf. . Acanthus PressLlc. 2010  [2013-02-07]. ISBN 9780926494077.
27. 1 2  Piotrowski, C; John Wiley & Sons. . New Jersey, USA. 2004.

## 參看
- 風水
- 三行
- 裝修